# カテリーナ古楽合奏団
カテリーナ古楽合奏団（かてりーな こがくがっそうだん）は、1973年に結成した中世･ルネサンス時代の音楽を演奏する日本の合奏団。東京都立川市にある古楽の小屋「ロバハウス」を拠点として公演活動をしている。姉妹合奏団の子どもの為のアンサンブル、ロバの音楽座はカテリーナ古楽合奏の中心メンバーにより1982年に結成された。

## メンバー
- 松本雅隆（まつもと がりゅう）=ハーディガーディ/プサルテリー/バグパイプ/クルムホルン/コルネット/ランケット/パンパイプ/リコーダー/他
- 上野哲生（うえの てっせい）=サントゥール/プサルテリー/リュート/サズ/他
- 千葉潤之介（ちば じゅんのすけ）=ヴィオール/リコーダー/クルムホルン/他
- 長井和明（ながい かずあき）=セルパン/サックバット/クルムホルン/リコーダー/他
- 斉藤和久（さいとう かずひさ）=フィーデル/ヴィオール/他
- 松本更紗（まつもと さらさ）=ヴィオール/トロンバマリーナ/ダンス/他
- 蔡怜雄（さい れお）=サントゥール/トンバク/ダラブッカ/ダフ/中世ドラム/他
- 岡田啓（おかだ けい）=カタール/ランケット/クルムホルン/他

　メンバーは公演や企画によって３名から7名程度の編成になる。

### 元メンバー
数多くの古楽演奏家が演奏会･録音などに参加しているが、CDの録音に参加したメンバーのみ記載。
- 北里孝浩=ショーム/リコーダー
- 松本公博=シターン/ヴィオール（LP古楽の楽しみ）
- 品川治夫=カタール/クルムホルン/リコーダー（LP古楽の楽しみ/CDドゥクチア）
- 川村正明=ショーム（CDドゥクチア）
- 吉嶺文晴=リコーダー/クルムホルン（CDドゥクチア）
- 濱田芳通=ツィンク/クルムホルン（CDドゥクチア）
- クリストファー・ハーディ=パーカッション（CDドゥクチア・雑想ノート）
- 畑田祐二=リコーダー（雑想ノート）
- 三宮正満=ショーム（雑想ノート）

## 経歴
- 1973年、松本雅隆により中世・ルネサンス音楽を演奏するカテリーナ古楽合奏団が結成される。
- 1979年、当時最先端のPCM録音でLPレコード「古楽の調べ」(CBSソニー)を発売。
- 1984年、東京室内歌劇場公演、中世典礼劇「ダニエル物語」（指揮:田中信昭、）の音楽を担当。
- 1986年、松竹企画、サンシャイン劇場にて坂東玉三郎演出の「ロミオとジュリエット」（主演:真田広之・南果歩）に出演。1988年に再演。
- 1989年、プログラム「中世･ルネサンス音楽の世界」初演。
- 1993年、CD「ドゥクチア」発売。雑誌「レコード芸術」で皆川達夫などから推薦盤として紹介。
- 1995年、連続ラジオドラマ「宮崎駿の雑想ノート」（ニッポン放送）で音楽を担当。同年、徳間ジャパンよりCD「雑想ノートサウンドトラック」発売。
- 1996年、カテリーナのCD「ドゥクチア」の曲が全編に使われた映画「絵の中の僕の村」（田島征三原作、東陽一監督、ベルリン国際映画祭で銀熊賞受賞）が公開。
- 1997年、国際交流基金の助成により海外ツアー。ベルギー、ドイツ、イタリアを廻る。
- 2000年、「ブリューゲルの散歩」初演。
- 2003年、NHK大河ドラマ「武蔵 MUSASHI」の中で、聚楽第での少年使節団の演奏部分を録音。
- ファイナルファンタジー・クリスタルクロニクルの楽曲演奏を担当。
- 2010年、bunkamura「ブリューゲル版画の世界」で演奏。
- 2018年、再編成された8人のメンバーにより「中世・ルネサンス音楽会」初演。
- 2019年、新｢ブリューゲルの散歩」を発表
- 2020年、アニメーション「八男って、それはないでしょう」の音楽を担当する。

（出典：2枚のCDの解説、公式HPのプロフィール、能楽堂公演パンフレットのプロフィールなどより）

## ディスコグラフィー

### CD
全てクルムホルンレコードより購入可能
| CDタイトル | 発売年 | レーベル     |
| ---------- | ------ | ------------ |
| ドゥクチア | 1993   | Kromhoorn    |
| 雑想ノート | 1997   | 徳間ジャパン |